# Diego de Landa
Diego de Landa (Cifuentes, Castella; 12 de novembre de 1524 - Mérida, Nova Espanya; 1579) va ser un religiós catòlic castellà, arquebisbe de l'Arxidiòcesi de Yucatán entre 1572 i 1579.

## Els seus estudis i apostolat

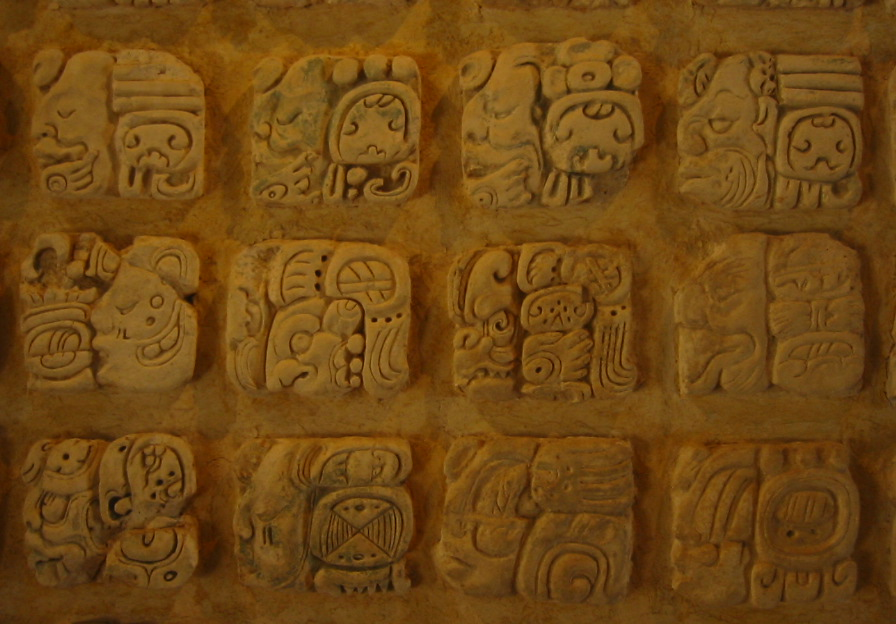
Glifs maies al Museo de sitio a Palenque, Mèxic.

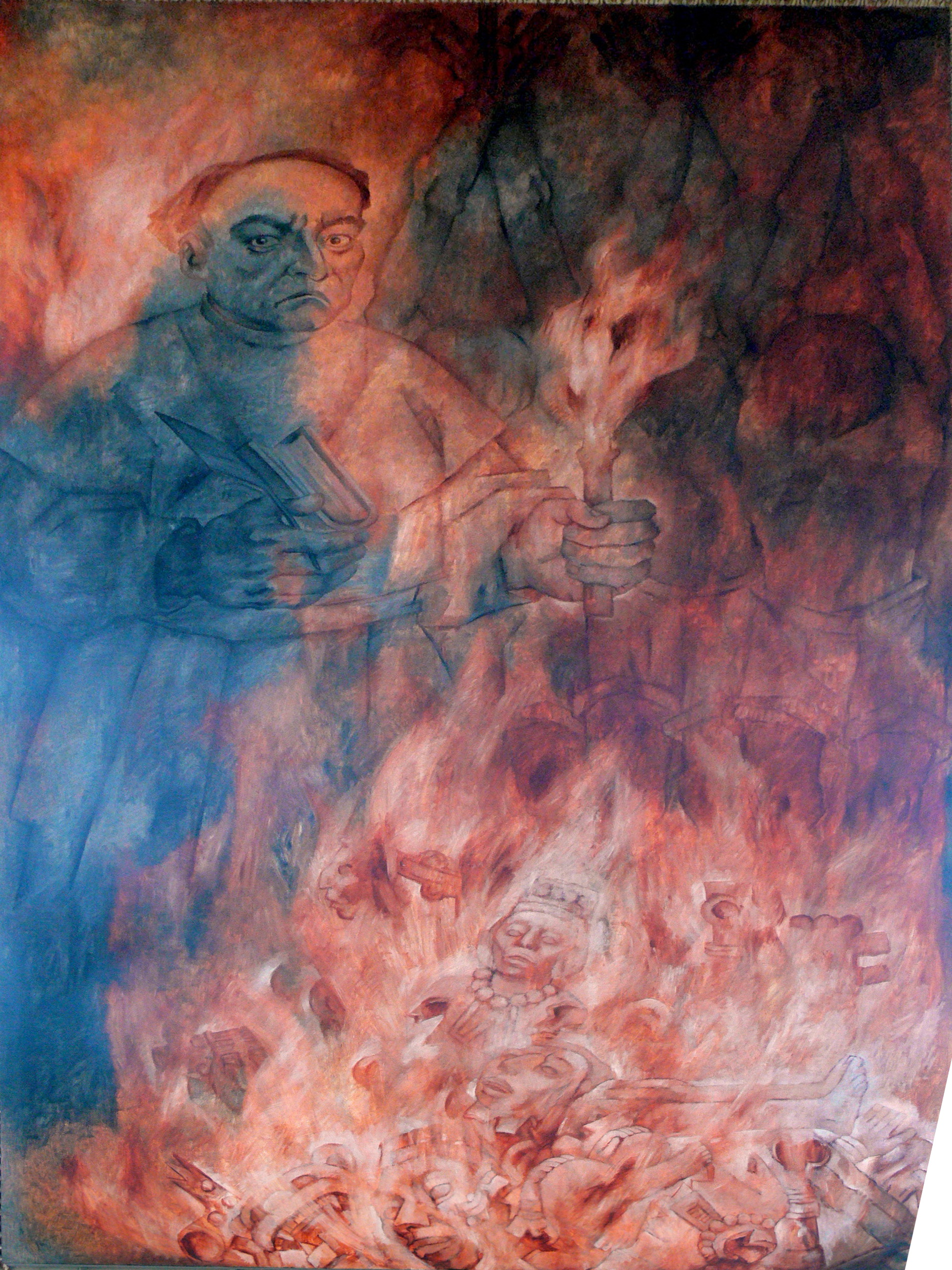
Crema dels ídols i documents maies per Fra Diego de Landa. Mural del pintor yucatec Fernando Castre Pacheco.

Als 17 anys va ingressar al monestir de San Juan de los Reyes de Toledo i va ser un dels primers frares franciscans que va viatjar a la península de Yucatán, on hi arribà el 1549, i hi va treballar intensament durant tres dècades en l'evangelització dels nadius maies. Va ser consagrat Bisbe de Yucatán el 1572.
Diego de Landa va trobar algunes similituds entre el cristianisme i la religió maia en l'aspecte dels ritus sagrats que consistien en sacrificis humans i ofrenes de sang, cosa que es relacionava, segons Landa, amb el caràcter sacrificial de la figura de Crist que havia donat la seva vida per la humanitat.
A causa de la reticència dels maies per acceptar la fe catòlica i per abandonar els seus propis rituals religiosos, el juny de 1562, Landa ordenà fer detenir els governants de Pencuyut, Tekit, Tikunché, Hunacté, Maní, Tekax, Oxkutzcab i d'altres llocs, entre els quals hi havia Francisco Montejo Xiu, Diego Uz, Francisco Pacab, i Juan Pech, i que van ser escarmentats. El 12 de juliol de 1562 es va realitzar l'Acte de Fe de Maní en on es van incinerar ídols de diferents formes i dimensions, grans pedres utilitzades com a altars, pedres petites llaurades, vasos i còdexs amb signes jeroglífics. Les paraules de Landa van ser: "Els vam trobar gran nombre de llibres d'aquestes les seves lletres, i perquè no tenien cosa en la qual no hi hagués superstició i falsedats del dimoni, els els cremem tots, cosa que lamentaven granment i els feia pena". Es calcula que van incinerar tones de llibres, els quals tenien registres escrits de tots els aspectes de la civilització maia.
L'esdeveniment va tenir repercussions. D'una banda, els maies van idear mitjans per preservar els seus cultes ancestrals, però d'altra banda, Landa també va ser criticat pels colons espanyols, que van argumentar que en lloc de doctrina, els indis rebien miserables turments, la notícia va arribar fins a Felip II, i l'abril de 1563, Landa va haver de viatjar a Espanya per presentar la seva defensa.
Com a part de la seva tasca evangelitzadora va portar a Yucatán, des de Guatemala, dues imatges de la Immaculada Concepció. Una estava destinada al Convent Gran de San Francisco a Mérida i l'altra al de San Bernardino de Siena a Valladolid, encara que a causa d'esdeveniments considerats com a miraculosos va decidir que la segona imatge es quedés al convent de San Antonio de Padua a Izamal, lloc pel qual sentia un gran afecte. En l'actualitat l'esmentada imatge és considerada Reina i Patrona de Yucatán. En memòria de la seva tasca en benefici dels habitants d'Izamal, hom li ha erigit una estàtua en bronze a un costat del convent.

## Aportacions a l'estudi de la cultura maia

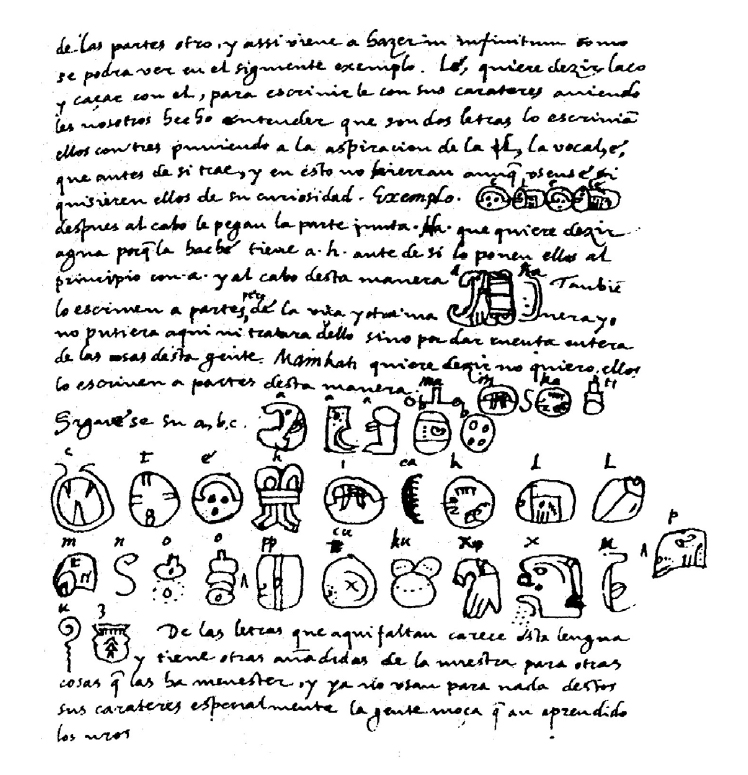
"Manuscrits de Diego de Landa".

En la seva maduresa es va dedicar a l'estudi de la cultura maia, potser per tractar de recuperar la valuosa informació que havia destruït en la seva època d'inquisidor. Va aconseguir recuperar una gran quantitat d'informació sobre la història, el mode de vida, i les creences religioses dels maies, també va aconseguir entendre el sistema vigesimal de les matemàtiques i el calendari d'aquesta civilització.
Va escriure Relació de les coses del Yucatán cap a 1566, la seva obra és clau per entendre el món maia de l'època de la conquesta. En aquesta seva obra hi escriu sobre els Maies i la seva història, finalitzant amb una crònica del descobriment d'aquelles terres i la conquesta espanyola. La seva obra ha estat bàsica per als investigadors i historiadors de la cultura maia.